# Carwyn Jones

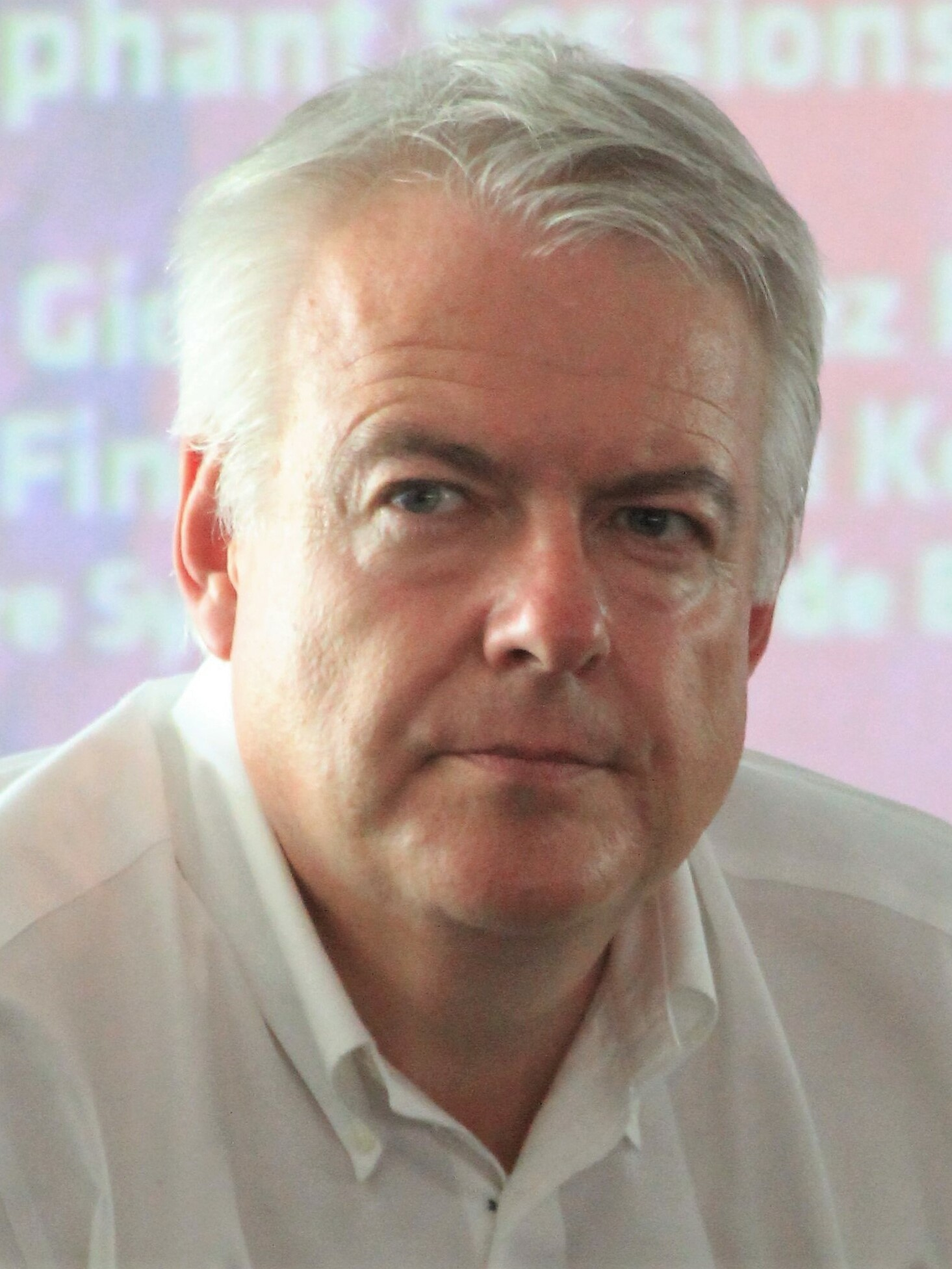
Carwyn Jones (2018)

Carwyn Howell Jones (* 21. März 1967 in Swansea) ist ein walisischer Politiker der Welsh Labour Party, von Dezember 2009 bis Dezember 2018 war er First Minister von Wales.
Carwyn Jones studierte Jura an der Aberystwyth University. Während des großen Bergarbeiterstreiks 1984/1985 schloss er sich der Labour Party an. Ab 2000 gehörte er als Staatssekretär mit wechselnden Verantwortungsbereichen der Regierung von Wales an. von 2007 bis 2009 war er als Counsel General oberster Rechtsberater der Landesregierung. Nach der Ankündigung des walisischen Ersten Ministers Rhodri Morgan, sich zum Dezember 2009 von seinen Ämtern in Regierung und Partei zurückzuziehen, bewarben sich um seine Nachfolge im Parteivorsitz drei Landesparlamentsabgeordnete: Huw Lewis, die walisische Gesundheits- und Sozialministerin Edwina Hart sowie Carwyn Jones. Letzterer setzte sich am 1. Dezember 2009 in einer Parteiabstimmung durch und wurde nachfolgend am 9. Dezember 2009 auch zum neuen Ersten Minister von Wales (First Minister of Wales) gewählt. Bei der im Mai 1999 erstmals durchgeführten Wahl zur Nationalversammlung von Wales wurde Jones als Abgeordneter für den Wahlkreis Bridgend gewählt. Bis einschließlich zur Wahl 2016 konnte er dieses Mandat erfolgreich verteidigen. Bei der Wahl in Wales 2016 musste Labour deutliche Verluste hinnehmen. Nach Verhandlungen mit Plaid Cymru konnte die Labour Party die Wahl ihres Kandidaten Jones am 18. Mai 2016 sicherstellen. Jones bildete daraufhin eine Minderheitsregierung unter Einschluss der Parteivorsitzenden der Liberal Democrats Kirsty Williams, die den Posten einer Bildungsministerin erhielt.
Am 21. April 2018 kündigte Jones seinen Rückzug vom Posten des Ersten Ministers sowie vom Vorsitz der Landespartei für den Herbst des Jahres an. Jones beabsichtigte, am 11. Dezember 2018 als Regierungschef zurückzutreten, am darauffolgenden Tag sollte sein Nachfolger gewählt werden. Für die Parteiführung beworben hatten sich Mark Drakeford, Vaughan Gething und Eluned Morgan. Die Wahl erfolgte über eine Urabstimmung der Parteimitglieder, deren Ergebnis am 6. Dezember 2018 feststand. Hier setzte sich Drakeford in der Stichwahl durch. Nach der Wahl durch die walisische Nationalversammlung wurde Drakeford am 13. Dezember 2018 auch als neuer Regierungschef vereidigt.
Carwyn Jones spricht neben Englisch auch fließend Walisisch. Als Erster Minister war er dazu mit den Angelegenheiten, die die walisische Sprache betreffen, betraut (Welsh Language Commissioner). Am 21. Juli 2010 wurde zum Mitglied des Privy Council ernannt. Am 19. Juli 2019 wurde er Ehrenmitglied (honorary fellow) der Aberystwyth University.